# Statuia lui Ștefan cel Mare din Chișinău
Statuia lui Ștefan cel Mare din Chișinău este un monument închinat domnului moldovean Ștefan cel Mare (1457-1504), realizat în perioada 1925-1928 de sculptorul Alexandru Plămădeală și amplasat în Grădina Publică Ștefan cel Mare și Sfânt din municipiul Chișinău, în Republica Moldova.

## Istoric
Monumentul a fost turnat la București, la turnătoria lui Rîșcanu, în anul 1927, din bronz provenit de la 6 tunuri mari, capturate de la otomani în timpul războiului de independență din anii 1877-1878. Monumentul fost inaugurat la 29 aprilie 1928, la a 10-a aniversare a unirii Basarabiei cu România, montat pe un soclu din piatră extrasă din cariera de la Cosăuți, proiectat de Eugen Bernardazzi, fiul lui Alexandru Bernardazzi, arhitectul orașului Chișinău, și de inginerul G.A. Levițchi. Monumentul avea, în total, 11,20 metri înălțime. Soclul era compus din 5 pietre monolite și avea 6 metri înălțime. Statuia are 5,20 metri înălțime. Pe fațada principală a soclului era dăltuită inscripția: „Ștefan cel Mare – Domnitor al Moldovei. 1457-1504”. 
După ultimatumul sovietic dat României în 1940 statuia a fost transportată la Vaslui, pe 28 iunie, unde a fost instalată lângă biserica Sfântul Ioan, ctitorită chiar de marele voievod. Soclul a rămas la Chișinău, fiind demolat. În august 1942, statuia a fost reinstalată la Chișinău, în fața Arcului de Triumf. În 1944 statuia a fost evacuată din nou, fiind transportată la Craiova.
În anul 1945 sculptorița Claudia Cobizeva (1905-1995), o elevă a sculptorului A. Plămădeală, pe atunci traducătoare la Comisia aliată (în fapt, sovietică) de control, a văzut întâmplător statuia lui Ștefan într-un parc din Craiova și a semnalat aceasta autorităților sovietice. Statuia s-a reîntors astfel la Chișinău, ca bun cultural scos din URSS.
În 1967, când autoritățile sovietice au încercat mutarea statuii din centrul Chișinăului în locul în care azi se află cinematograful Gaudeamus, ministrul moldovean al culturii, Petrea Darienco, a organizat protestul studenților ce se opuneau. Darienco a fost demis și s-a mutat la Moscova.
În anul 1971 a fost luată decizia de restaurare și instalare a unui postament nou, care ar corespunde ideii autorului. În anul 1972, conducerea țării și-a propus din nou să scape de monumentul „incomod”, vrând să scoată monumentul din oraș, dar după protestele patrioților, a fost lăsat în Grădina Publică, însă a fost mutat cu 18 metri în adâncul parcului și a fost amplasat pe un postament sărac din ciment.
Monumentul lui Ștefan cel Mare a fost restaurat în anii 1942 și 1945, iar în anul 1990 de către Combinatul de Restaurare al Ministerului Culturii din Moldova.
În 1990, monumentul a fost reamplasat. Noul soclu a fost executat tot din piatră de Cosăuți de către arhitectul Eugen Bernardazzi, fiul lui Alexandru Bernardazzi. O dată cu reinstalarea monumentului, au fost restabilite și inscripțiile inițiale.

## Imagini

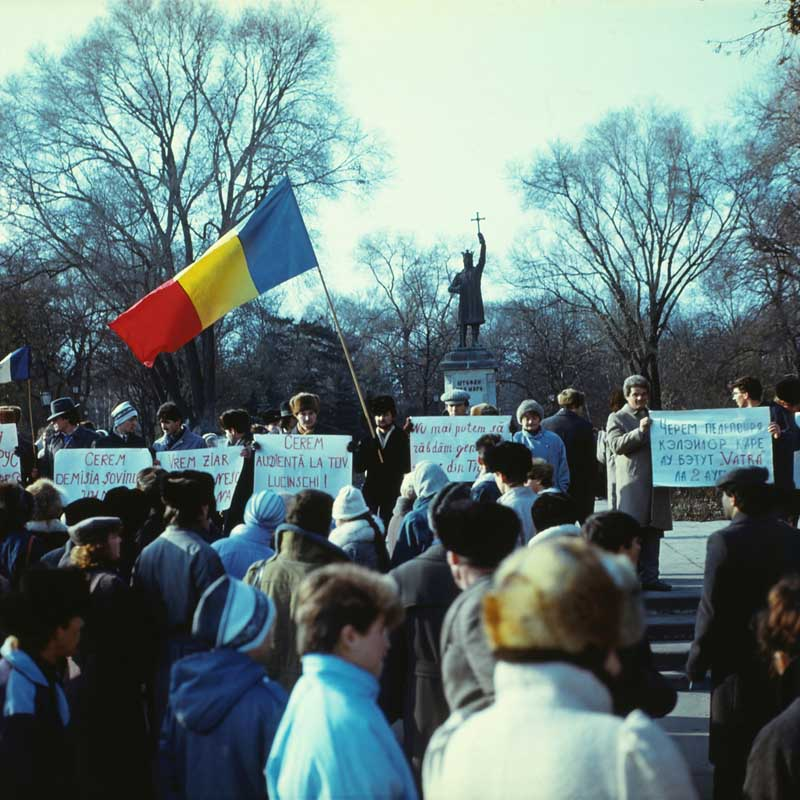
Demonstraţie în faţa statuiei, în timpul tulburărilor din noiembrie 1989.
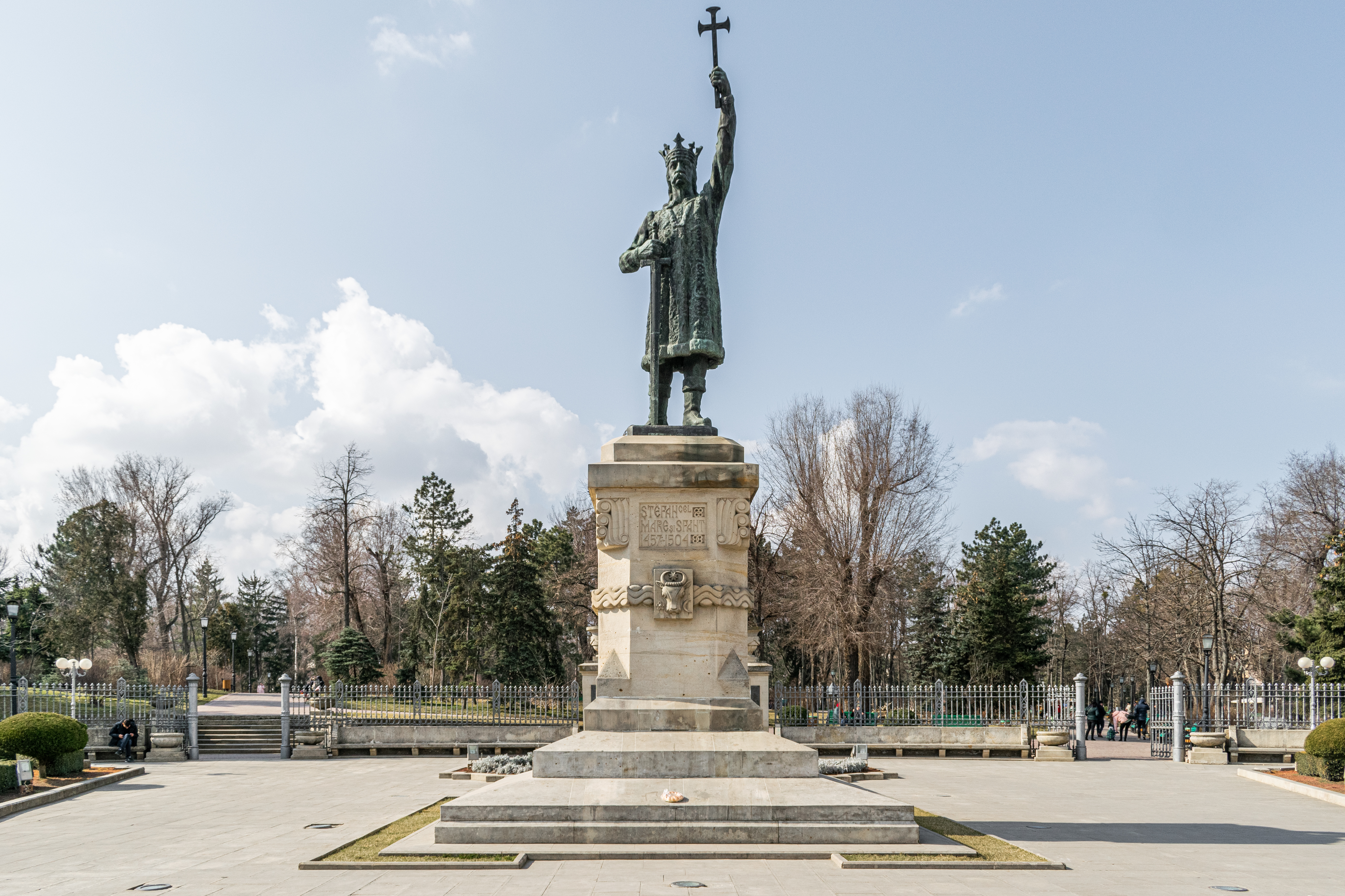
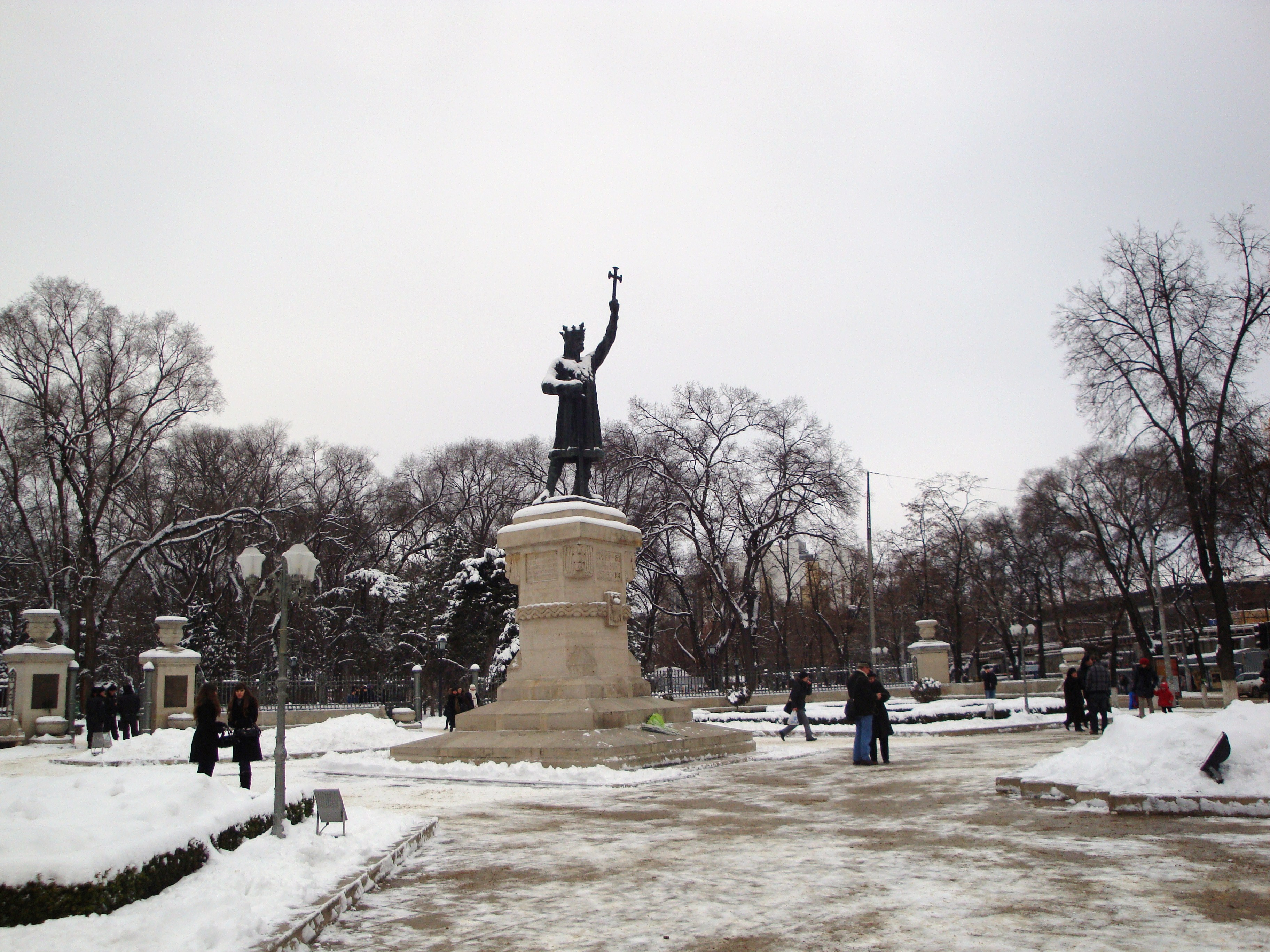
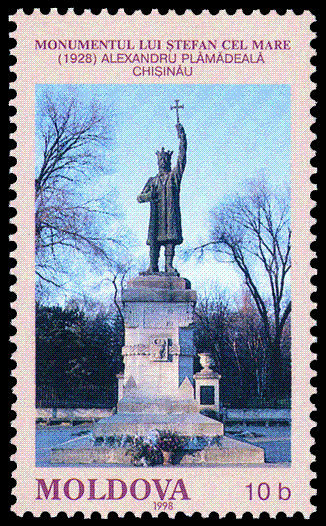
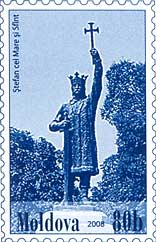
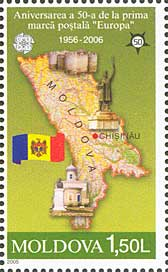